# Paškál

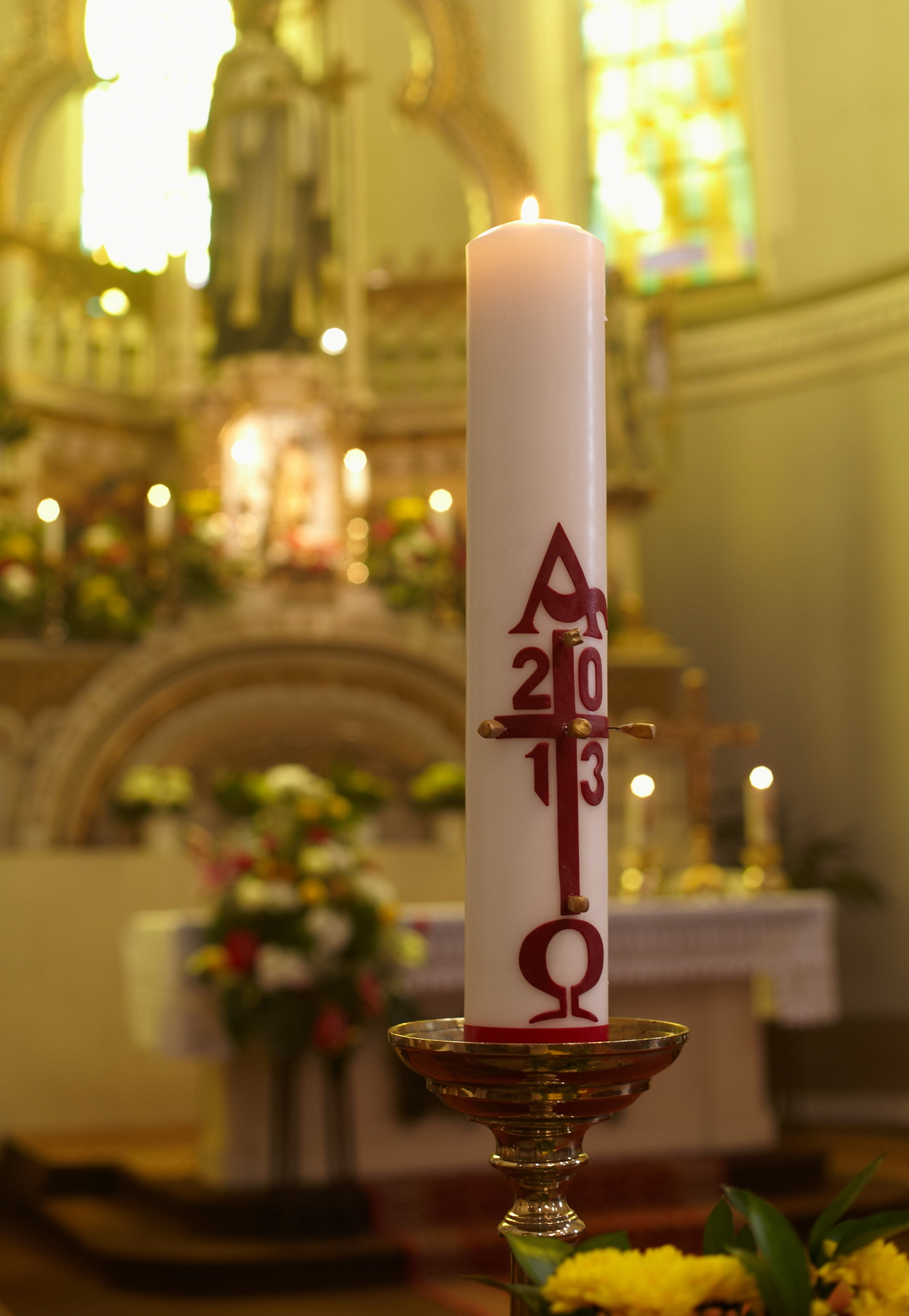
Paškál z roku 2013

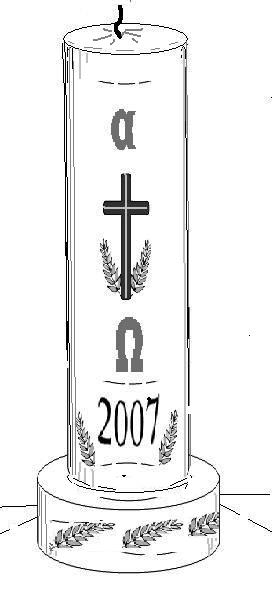
Ilustrační kresba možnosti zdobení svíce

Paškál (z lat. paschalis, lat. a řeckého pascha a to pak původně z hebrejského pesach (přechod, překročit; památka na odchod Židů z Egypta)) je velikonoční svíce.
Velikonoční svíce, označovaná též jako paškál (z latinského candela paschalis cerea) je vysoká svíce zapalovaná při velikonoční vigilii v církvích západní liturgické tradice, která symbolizuje vzkříšeného Krista, jehož světlo podle křesťanské nauky rozráží temnoty smrti.
Velikonoční svíce se zapaluje při velikonoční vigilii, která probíhá v noci, od ohně v blízkosti kostela. Postupně se s ní vchází do ztemnělého kostela a jáhen se zdviženou svící třikrát zpívá zvolání „Světlo Kristovo!“ (lumen Christi). Liturgie pak pokračuje rozsvěcením dalších svící a velikonočním chvalozpěvem zvaným Exsultet, který zpívá opět jáhen. Zpěv však může přednést i kněz či laik.
Na vysoké svíci je vidět kříž, který doprovázejí řecká písmena Α (alfa) a Ω (ómega); tato písmena symbolizují, že Kristus je začátek a konec. Do kříže jsou vepsána jednotlivá číslice letopočtu – symbol toho, že Kristus vládne dějinám. Do kříže je vsazeno pět kadidlových zrn, které představují pět ran Kristových na kříži.
Při velikonoční vigilii se velikonoční svíce třikrát noří do vody během jejího žehnání. Při každém křtu se od ní rozsvěcuje svíce křtěného. Velikonoční svíce se v kostele rozsvěcuje při každé bohoslužbě během velikonoční doby, která trvá až do Letnic, a při slavení dalších svátostí a svátostin během celého roku (křest, biřmování, manželství, svěcení, pohřeb).
Bývá umístěna v blízkosti oltáře, je žehnána na Bílou sobotu a hoří během všech liturgií v době velikonoční a pak se po celý rok může zapalovat při udělování křtu a při pohřbech. Několikakilogramová svíce má pravidla pro své zdobení: je opatřena letopočtem, křížem a písmeny alfa a omega, které symbolizují začátek a konec, nebo tam také může být strom života, beránek. Je symbolem křesťanského společenství a Kristova zmrtvýchvstání.
Právě vložení kadidlových zrn do paškálu, jeho požehnání tvoří spolu se slavnostním průvodem s paškálem (nese ho jáhen či kněz se zpěvem: „Světlo Kristovo“) a zpěvem Exsultet bohoslužbu světla na Velikonoční vigilii.
Svíce má být pro pravdivost znamení zhotovena z včelího vosku, každý rok nová, jen jedna, dostatečně velká a nikdy ne padělek. Nepřípustné je tedy používání tzv. olejových paškálů, které skutečnou svíci pouze imitují (podle instrukce Kongregací pro bohoslužbu z roku 1988). V ČR je jevem poměrně obvyklým, že u menších farností, které na tom nejsou finančně zrovna dobře a jejichž paškál vypadá ještě upotřebitelně, dojde pouze k seškrábání letopočtu a nahrazení letopočtem aktuálním a velikonoční vigilie se koná se stejnou svící třeba několikráte[zdroj?].